# Guillermo Subiabre
Guillermo Subiabre Astorga (1903. február 25. – 1964. július 11.), chilei válogatott labdarúgó.
A chilei válogatott tagjaként részt vett az 1926-os Dél-amerikai bajnokságon, az 1928. évi nyári olimpiai játékokon és az 1930-as világbajnokságon .

## Sikerei, díjai
Chile
- Dél-amerikai bronzérmes (1): 1926

## Külső hivatkozások
- Guillermo Subiabre a FIFA.com honlapján Archiválva 2015. május 22-i dátummal a Wayback Machine-ben

1. ↑  Olympedia (angol nyelven), 2006